# NGC 841
NGC 841 (другие обозначения — UGC 1676, IRAS02082+3715, MCG 6-5-101, 5ZW 194, ZWG 522.131, KUG 0208+372, PGC 8372) — галактика в созвездии Андромеда.
Этот объект входит в число перечисленных в оригинальной редакции «Нового общего каталога».
NGC 841 является самой яркой из трёх галактик, образующих маленькую группу (другие две — NGC 834 и NGC 845). Хотя открытие объекта приписывается Эдуарду Стефану, на самом деле NGC 841 открыл Уильям Гершель.
Галактика NGC 841 входит в состав группы галактик NGC 841. Помимо NGC 841 в группу также входят NGC 834, NGC 845, UGC 1650, UGC 1673, UGC 1721 и UGC 1771.